# 白和铁路
白和铁路是中国国铁东北东部铁路通道中的一段铁路，由位于吉林省安图县的長白山站连接至同省延边朝鲜族自治州的和龙站，全长103千米。
该条铁路位于长白山地区，将既有和龙铁路与浑白铁路连通。

## 线路
本线位于和龙境内46.5公里，总投资约18亿元。和龙境内大型隧道有南岗山隧道7.5公里、荒沟隧道6.6公里，另有富兴、松月1号、2号、青山里4个小型隧道4.6公里，占全线隧道的90%以上；500米以上特大桥有5座、大桥10座。

## 历史
白和铁路于2006年4月开始动工，于2008年12月20日通车。

## 相关参考
1. ↑  . 深圳铁路货运网. 2008. （原始内容存档于2012-07-30）.
2. ↑  .   [2012-01-23]. （原始内容存档于2016-03-04）.